# Pallavolo Scandicci Savino Del Bene
O Pallavolo Scandicci Savino Del Bene é um clube de voleibol feminino italiano fundado em 2012.

## História
O voleibol nasceu em Scandicci em torno dos anos 70, concomitante  com o boom econômico e demográfico, como palco do Polisportiva Club Sportivo Robur que já era de tradição esportiva até 1908, naquela época a atenção pelo esporte foi motivada pelas repetidas vitórias
Naturalmente, a atenção a este esporte foi motivada, precisamente naqueles anos, pelas repetidas vitórias do histórico time do Valdagna Scandicci, e a partir de 1968 surgia uma equipe de voleibol feminino, uma equipe de vôlei feminino Polisportiva Sportiva Robur1908 a.s.d. com pioneiro professor Raffaello Giuntini, composta por 10 garotas da estatal "Giusti", que em 1969 participaram do Campeonato Italiano (Série C). No ano seguinte venceu o campeonato e alcançou a prmoção na Série B, conquistando então quatro campeonatos italianos, um na categoria Sub-18 e três adultos.
O  Club Sportivo Robur gradualmente deidcou-se as categorias de base e com o time principal participou de competições regionais. No final dos anos 80, ocorre a  fusão da Club Sportivo Robur  com o Pallavolo Scandicci, este herdeiro direto do Valdagna Scandicci, abrangeu não so o departamento de voleibol feminino quanto o masculino, projetando categorias de base atingindo  o nível C1 do cenário nacional, e o time feminino galgou na Série B com frequência, exceto por tres anos que estiveram na C1.
Após a reformulação do campeonato, departamento de vôlei masculino se estabilizou na Série C, no primeiro campeonato Regional, enquanto no
feminino chegou a Série B2 com algumas aparições na B1. Nos anos 90 um segundo momento significativo do clube, após a fusão supracitada, surgia o "Unione Pallavolo Scandicci" que conhecemos, e na temporada 1998-99 terminou na quinta colocação  e obteve o título na categoria Sub-18.
Com as exigências e avanços na modalidade, surgiu interesse da empresa Savino Del Benem que através de seu proprietário Paolo Nocentini nas temporadas esportivas 2009-10, 2010-11 e 2011-12, dando novo impulso à atividade competitiva do time principal na variante feminina, colocando-a imediatamente na Série B1 e no topo em todos os campeonatos disputados, antes de passar para a repescagem na Série A2 após atingir as semifinais nos playoffs.E tal empresa patrocinando a equipe alcançou na temporada 2013-14 entre os 4 primeiros na elite nacional da Itália. 

## Títulos

### Competições Nacionais
Campeonato Italiano: 0
- Terceiro lugar: 2017-18, 2018-19
- Vice-campeonato: 2023-2024

 Supercoppa Italiana: 0
Copa Itália: 0

### Competições Internacionais
- CEV Champions League: 0
- Vice-campeonato: 2024-2025

- Copa CEV: 1
- Campeão:2022-23

- Challenge Cup: 1
- Campeão:2021-22